# Убийство в дождь
«Убийство в дождь» (англ. The Rain Killer) — американский художественный фильм, поставленный режиссёром Кеном Стайном.

## Сюжет
Полицейский Капра и агент ФБР Долтон ведут расследование дела об убийце женщин в Лос-Анджелесе. Все преступления совершаются во время дождя. В процессе расследования оказывается, что все жертвы страдали наркотической зависимостью и посещали группу анонимного лечения. Жена Долтона Адель также состоит в этой группе. Подозрение падает на богатого бизнесмена, поскольку проститутка, с которой он был в связи, умерла. Но за нехваткой улик его выпускают.

## В ролях
- Рэй Шарки — Капра
- Дэвид Бикрофт — Долтон
- Таня Кольридж — Адель
- Майкл Чиклис — Риз
- Роберт Миано — Алленби
- Вуди Браун
- Грэй Дениелс
- Чэннинг Чейз
- Марлина Джови
- Билл Ла Валли и другие

## Съёмочная группа
- Сценарист: Раи Кюннефф
- Режиссёр: Кен Стайн
- Продюсер: Родман Флендер
- Исполнительные продюсеры: Джонатан Уинфри, Кен Стайн